# 離婚 (映画)
『離婚』（りこん）は、1952年（昭和27年）製作・公開、マキノ雅弘監督による日本の長篇劇映画である。

## 略歴・概要
マキノ雅弘が撮った全6作の新東宝配給作品のうちの第2作である。1948年（昭和23年）に吉本プロダクションとの製作提携を得て、太泉スタジオ（現在の東映の前身の一社）が同社の第1作として製作した『肉体の門』同様、現代劇の女性映画である。
美術デザイナーにグラフィックデザイナーの河野鷹思を起用している。河野は、1947年（昭和22年）の新東宝の設立以来、本作の製作されるころまで、同撮影所に在籍、10作を超える作品のセットデザインを行った。

## スタッフ・作品データ
- 監督 : マキノ雅弘
- 脚本 : 小国英雄
- 撮影 : 山中晋 [1]
- 美術 : 河野鷹思 [1]
- 音楽 : 鈴木勝一 [1]
- プロデューサー : 佐野宏、松村愼一郎 [1]
- 製作 : 東京プロダクション
- フォーマット : 白黒映画 - スタンダードサイズ（1.37:1） - モノラル録音

## キャスト
- 田中春男 - 相馬文夫
- 木暮実千代 - 相馬道子
- 英百合子 - 相馬夏野
- 杉狂児 - 相馬正直
- 志摩春子 - 北澤貞子
- 江川宇禮雄 - 山村省吾
- 吉村美沙子 - 山村俊子
- 田崎潤 - 式部謙作
- 宗方規子 - 宮脇田鶴子
- 佐分利信 - 佐久間大介
- 斎藤達雄 - 酒井半藏
- 飯田蝶子 - 喜久代

## ストーリー
道子（木暮実千代）は、相馬文夫（田中春男）の妻である。相馬家は、文夫の母であり、貞淑女学院の創立者である夏野（英百合子）が実権を握る家である。
冬のある日、道子は、従兄の式部謙作（田崎潤）、謙作の恋人の宮脇田鶴子（宗方規子）と3人でスキーに出かけたが、吹雪で遭難し、田鶴子とはぐれてしまった。謙作と道子はともに山小屋に避難したが、道子は寒さで衰弱していた。山小屋にいた見知らぬ男が謙作に、自分の肌で温めろと忠告した。
難を逃れ、山から下りると、嫉妬した田鶴子が道子を中傷した。夏野らは山で謙作となにがあったのかを激しく詰問する。道子は身の潔白を晴らすべく、山小屋にいた見知らぬ男を探し出し、相馬家に連れてくるが、哲学的なことばを残して去るのみ。夏野はひたすら世間体のみを考え、道子に相馬家に帰ることを許すが、道子は夏野の態度が我慢ならなかった。夏野に反論すると、夏野は、不貞行為を理由に離婚訴訟を起こすと道子を恫喝した。
母親のいいなりの夫に失望し、自分を守ってくれた謙作に心惹かれてしまう自分に道子は気づくが、謙作は、自分たちの間柄は一生友情なのだという。
道子は、兄省吾（江川宇禮雄）に勧められ、兄の友人が経営するという牧場を訪れた。牧場に着くと、謙作が山へ出かけたことを知る。道子も追いかけて山へ登る。その山は、かつてスキーに訪れた山であり、自らの命が助けられた山小屋がそこにはあった。道子は山小屋にたどり着き、そこにはあの見知らぬ男がいた。道子は再び山小屋で一夜を過ごす。朝、目を醒ました道子は、その男こそが兄の友人の佐久間大介（佐分利信）であることを知る。佐久間は、数年来、陰ながら道子を愛し続けていたということも知るのだった。

## 註
1. 1 2 3 4 5  #外部リンク欄、キネマ旬報「離婚」リンク先を参照、2009年10月23日閲覧。二重リンクを省く。
2. ↑  河野鷹思、日本映画データベース、2009年10月23日閲覧。